# Генрих I (граф Гольштейн-Рендсбурга)

Гольштейн-Плён, Гольштейн-Шауэнбург и Гольштейн-Рендсбург (сверху синим и голубым)

Генрих I (нем. Heinrich I. von Holstein-Rendsburg; ок.1258 − 1304) — первый граф фон Гольштейн-Рендсбург.
Сын Герхарда I фон Гольштейн-Итцехо (ум. 1290) и его первой жены Елизаветы Мекленбургской (ум. ок. 1280).
В 1286 году путём переговоров смог освободить из датского плена Вальдемара IV Шлезвигского.
В 1290 году при разделе отцовского наследства получил Рендсбург.
Участвовал в основании таможни для взимания пошлины с транзитных грузов, платежи от которой шли: половина — Гамбургу, остальная часть — поровну Гольштейн-Пиннебергу и Гольштейн-Рендсбургу.

## Семья
В 1289 году женился на Хайлвиге (1265 — после 1324), дочери Виллема II фон Бронкхорста. Дети:
- Герхард (ок. 1293 — 1 апреля 1340)
- Адельгейда (ум. в январе 1350) — жена Эрика II Шлезвигского (1288—1325)
- Гизельбрехт (1290—1345), претендент на епископство Хальберштадт
- Елизавета (ок. 1300 — до 1340), первый муж — герцог Иоганн II фон Саксен-Лауэнбург (1275—1322), второй муж — принц Эрик Датский (1307—1331).
- Эрменгарда (ум. 1329), муж — граф Оттон фон Хойя (ум. 1324).